# Nick Spires
Nicholas "Nick" Spires, född 25 februari 1994 i Royal Tunbridge Wells, England, är en svensk basketspelare som spelar för svenska Södertälje Kings. Han har även spelat för Sveriges landslag.

## Karriär
I november 2017 skrev Spires på för spanska Obradoiro CAB. I juli 2020 gick Spires till spanska Real Betis. I december 2021 flyttade han till polska Spójnia Stargard.
I juli 2022 gick Spires till svenska Norrköping Dolphins. I juli 2023 blev han klar för en återkomst i Södertälje Kings.